# Peres (Báni járás)
Peres (1899-ig Pravoticz, szlovákul Pravotice) község Szlovákiában, a Trencséni kerületben, a Báni járásban.

## Fekvése
Bántól 5 km-re délkeletre fekszik.

## Története
1232-ben „Provta” alakban említik először. 1323-ban „Protha”, 1370-ben „Prauota”, 1598-ban „Prawoticz” néven szerepel az írott forrásokban. A Dejméndi család birtoka volt. 1598-ban 21 ház állt a településen. 1720-ban 10 adózója volt a községnek. 1784-ben 35 házában 44 családban 249 lakos élt.
A 18. század végén Vályi András így ír róla: „PRAVOTICZ. Tót falu Trentsén Vármegyében, földes Ura Majthényi, és több Uraságok, lakosai katolikusok, fekszik Viszocsányhoz nem meszsze, mellynek filiája, földgyének középszerű mivóltához képest, második osztálybéli.”
1828-ban 23 háza és 234 lakosa volt, akik főként mezőgazdasággal foglalkoztak.
Fényes Elek 1851-ben kiadott geográfiai szótárában így ír a faluról: „Pravoticz, tót falu, Trencsén, most A. Nyitra vmegyében, 211 kath., 4 evang., 8 zsidó lak. F. u. többen. Ut. p. Nyitra Zsámbokrét.”
A trianoni diktátumig Trencsén vármegye Báni járásához tartozott.

## Népessége
| Év:            | 1994. | 2004.    | 2014.   | 2024.    |
| -------------- | ----- | -------- | ------- | -------- |
| Emberek száma: | 344   | 285      | 307     | 369      |
| Eltérés:       |       | -17,15 % | +7,71 % | +20,19 % |

| Év:            | 2023. | 2024.   |
| -------------- | ----- | ------- |
| Emberek száma: | 366   | 369     |
| Eltérés:       |       | +0,81 % |

1910-ben 300, túlnyomórészt szlovák anyanyelvű lakosa volt.
2001-ben 303 lakosából 298 szlovák volt.
2011-ben 308 lakosából 299 szlovák volt.

## Nevezetességei
- Római katolikus temploma a 18. században épült barokk stílusban, a 19. században újjáépítették.

## Külső hivatkozások
- Községinfó
- Peres Szlovákia térképén
- E-obce.sk Archiválva 2009. március 31-i dátummal a Wayback Machine-ben